# Þórarinsdóttir
Þórarinsdóttir ist ein isländischer Name.

## Bedeutung
Der Name ist ein Patronym und bedeutet Tochter des Þórarinn. Die männliche Entsprechung ist Þórarinsson (Sohn des Þórarinn).

## Namensträger
- Lilja Nótt Þórarinsdóttir (* 1979), isländische Schauspielerin
- Tinna Rut Þórarinsdóttir (* 2000), isländische Volleyballspielerin